# André Dulin
Pour les articles homonymes, voir Dulin et Dullin (homonymie).
André Dulin est un homme politique français né le 12 avril 1900 à Langoiran (Gironde) et décédé le 5 mars 1973 à Paris.

## Biographie
Il poursuit des études secondaires à Rochefort. Il travaille ensuite pour le compte du sénateur-maire de Saintes Fernand Chapsal qui est ministre de l'Agriculture en 1938, Il rallie le général de Gaulle à Londres en 1942. Il est nommé par ce dernier directeur de l'agriculture et du ravitaillement du Comité national français. Il participe aux émissions de la BBC. Il s'occupe des questions de ravitaillement au Liban et en Syrie. Il rejoint Alger en 1943.
Après la Libération, il devient conseiller de la République (sénateur) de la Charente-Maritime (radical-socialiste) de 1946 à 1958. Il siège au groupe RGR. Sous la Ve République, il est sénateur Gauche démocratique de 1959 à sa mort.
Il est président du Conseil Général du département de la Charente-Maritime et maire d'Aigrefeuille d'Aunis. Il est de ceux qui préconisent la construction d'un pont entre l'île d'Oléron et la France continentale, pont qui est construit pendant son mandat en 1966.

## Décoration
- Commandeur de l'ordre du Mérite combattant, ex officio en tant que ministre des Anciens combattants et victimes de guerre (1957)[1]

## Fonctions gouvernementales
- Secrétaire d'État à la Présidence du Conseil du gouvernement Henri Queuille (2) (du 2 au 12 juillet 1950)
- Secrétaire d'État à l'Agriculture du gouvernement Guy Mollet (du 1er février 1956 au 13 juin 1957)
- Ministre des Anciens combattants et Victimes de guerre du gouvernement Maurice Bourgès-Maunoury (du 13 juin au 6 novembre 1957)